# یواس‌اس روو (دی‌دی-۵۶۴)
یواس‌اس روو (دی‌دی-۵۶۴) (به انگلیسی: USS Rowe (DD-564)) یک کشتی بود که طول آن ۱۱۴٫۷ متر (۳۷۶ فوت) بود. این کشتی در سال ۱۹۴۳ ساخته شد.